# Glatigny (Manche)
Glatigny és un municipi francès situat al departament de la Manche i a la regió de Normandia. L'any 2007 tenia 162 habitants.

## Demografia

### Població
El 2007 la població de fet de Glatigny era de 162 persones. Hi havia 71 famílies de les quals 27 eren unipersonals (9 homes vivint sols i 18 dones vivint soles), 26 parelles sense fills i 18 parelles amb fills.
La població ha evolucionat segons el següent gràfic:
Habitants censats

### Habitatges
El 2007 hi havia 170 habitatges, 73 eren l'habitatge principal de la família, 85 eren segones residències i 12 estaven desocupats. Tots els 136 habitatges eren cases. Dels 73 habitatges principals, 63 estaven ocupats pels seus propietaris i 11 estaven llogats i ocupats pels llogaters; 4 tenien dues cambres, 14 en tenien tres, 20 en tenien quatre i 35 en tenien cinc o més. 65 habitatges disposaven pel capbaix d'una plaça de pàrquing. A 36 habitatges hi havia un automòbil i a 30 n'hi havia dos o més.

### Piràmide de població
La piràmide de població per edats i sexe el 2009 era:
| Homes | Edats   | Dones |
| ----- | ------- | ----- |
| 0     | 95 o +  | 0     |
| 4     | 90 a 94 | 0     |
| 4     | 85 a 89 | 4     |
| 0     | 80 a 84 | 0     |
| 0     | 75 a 79 | 0     |
| 8     | 70 a 74 | 4     |
| 0     | 65 a 69 | 4     |
| 8     | 60 a 64 | 8     |
| 16    | 55 a 59 | 8     |
| 4     | 50 a 54 | 8     |
| 0     | 45 a 49 | 0     |
| 8     | 40 a 44 | 4     |
| 8     | 35 a 39 | 0     |
| 4     | 30 a 34 | 8     |
| 8     | 25 a 29 | 0     |
| 8     | 20 a 24 | 0     |
| 4     | 15 a 19 | 4     |
| 0     | 10 a 14 | 0     |
| 0     | 5 a 9   | 0     |
| 8     | 0 a 4   | 4     |

## Economia
El 2007 la població en edat de treballar era de 87 persones, 52 eren actives i 35 eren inactives. De les 52 persones actives 48 estaven ocupades (30 homes i 18 dones) i 4 estaven aturades (3 homes i 1 dona). De les 35 persones inactives 22 estaven jubilades, 3 estaven estudiant i 10 estaven classificades com a «altres inactius».

### Ingressos
El 2009 a Glatigny hi havia 67 unitats fiscals que integraven 145 persones, la mediana anual d'ingressos fiscals per persona era de 17.192 €.

### Activitats econòmiques
Dels 3 establiments que hi havia el 2007, 1 era d'una empresa de fabricació d'altres productes industrials, 1 d'una empresa de construcció i 1 d'una empresa de comerç i reparació d'automòbils.
L'únic servei als particulars que hi havia el 2009 era una fusteria.
L'any 2000 a Glatigny hi havia 10 explotacions agrícoles que ocupaven un total de 427 hectàrees.

## Poblacions més properes
El següent diagrama mostra les poblacions més properes.